# Anthony Wilson (Jazzgitarrist)
Anthony Wilson (* 9. Mai 1968) ist ein US-amerikanischer Jazzgitarrist, Bandleader und Komponist.

## Leben und Wirken
Der Sohn des Trompeters und Bandleaders Gerald Wilson gewann 1995 den internationalen Kompositionswettbewerb des Thelonious Monk Institute und erhielt seither zahlreiche Kompositionsaufträge für kleinere und größere Werke. Er debütierte 1997 als Bandleader mit dem Album Anthony Wilson, das in die Liste der zehn besten Alben der JazzTimes, des Philadelphia Inquirer, des Boston Herald und  von Jazziz gelangte. Er veröffentlichte seitdem fünf weitere Alben.
Wilson leitet ein eigenes Trio mit dem Keyboarder Joe Bagg und dem Schlagzeuger Mark Ferber. Seit 2001 ist er Mitglied der Band von Diana Krall. Ihr bei Auftritten im Pariser Olympia-Theater entstandenes Album Live In Paris wurde mit einem Grammy ausgezeichnet. Er arbeitete weiterhin mit Musikern wie Bennie Wallace, Larry Goldings, Joe Henry, Harold Land, Chris Botti und seinem Vater, Gerald Wilson, zusammen und absolvierte Liveauftritte und Aufnahmen u. a. mit Madeleine Peyroux, Al Jarreau und Aaron Neville.

## Diskographie
- Anthony Wilson mit Carl Saunders, Ira Nepus, Louis Taylor, Pete Christlieb, Jack Nimitz, Brad Mehldau, Danton Boller, Willie Jones III., Bennie Wallace, 1997
- Goat Hill Junket mit Jeff Ballard, Art Baron, Danton Boller, John D’Earth, Mike LeDonne, Ted Nash, Joe Temperley, Bennie Wallace, 1998
- Adult Themes mit Joe Bagg, Danton Boller, Pete Christlieb, Jeff Clayton, Greg Ellis, Mark Ferber, Ira Nepus, Jack Nimitz, Carl Saunders, Donald Vega, 1999
- Our Gang, Anthony Wilson Trio, 2000
- Savivity, Anthony Wilson Trio, 2005
- Power of Nine mit Gilbert Castellanos, Alan Ferber, Mark Ferber, Diana Krall, Matt Otto, Adam Schroeder, Eva Scow, Donald Vega, Matthew Zebley, 2006
- Campo Belo (Goat Hill, 2011)
- Collodion (2023), mit Mark Guiliana, Anna Butterss, Daniel Rotem, Julien Knowles, Jonah Levin